# Any Man of Mine
"Any Man of Mine" é uma canção da cantora de musica country Shania Twain. Foi o segundo single do álbum The Woman in Me, a canção foi escrita por Shania Twain e Mutt Lange. A musica se tornou o primeiro hit de Shania no número um nas paradas country da Billboard, como também seu primeiro hit que quebrou o top 40 nas paradas pop. Foi lançado nas rádios em abril de 1995, e liderou as paradas por duas semanas em julho, mas a musica não fez muito sucesso no mercado europeu devido ao seu som country.
"Any Man of Mine", também provou ser um sucesso de crítica, ela foi nomeada para "Melhor Música Country" e "Melhor Performance Vocal Country Feminino" no Grammy Awards 1996, e ganhou diversos prêmios como "Single do Ano" no "Country Music Awards". A musica também foi incluida na trilha sonora da novela brasileira Rei do Gado.
Devido ao seu forte som country, "Any Man of Mine" se tornou um grande sucesso, inclusive no Brasil da qual teve sua primeira versão interpretada por Sandy & Júnior, "Etc... e Tal", e logo depois uma outra versão por Edson & Hudson. O videoclipe da música foi filmado em Santa Ynez, Califórnia, e dirigido por John Derek e Charley Randazzo, foi filmado em 23 de fevereiro de 1995 e lançado em abril do mesmo ano. Ele está disponível no DVD de Shania "The Platinum Collection".